# Riemerella anatipestifer
Das Bakterium Riemerella anatipestifer ist ein gramnegatives mikroaerophiles Stäbchenbakterium. Es ist ein bei Entenvögeln häufig vorkommender Erreger und tritt in großen Entenbeständen bei Jungtieren als Ansteckende Serositis als eine wirtschaftlich bedeutende Erkrankung auf.
Riemerella anatipestifer ist ein gramnegatives, unbewegliches Stäbchen von 1 bis 2,5 µm Länge und 0,3–0,5 µm Dicke. Es kann einzeln oder in Paaren vorliegen. Eine Kapselbildung ist möglich. Es wurden mithilfe von bakteriologischen Nachweisverfahren ca. 20 Serovare beschrieben, deren Einordnung aber wegen verschiedener Typisierungsschemata nicht homogen ist.
Das Bakterium gilt für Taubenvögel (Columbiformes) und Säuger als nicht pathogen.

## Systematik
Die Gattung Riemerella zählt zu der 2020 aufgestellten Familie Weeksellaceae der Ordnung Flavobacteriales. Synonyme sind: "Pfeifferella anatipestifer", Moraxella anatipestifera, Moraxella anatipestifer und Riemerella anatipestifer.
Riemerella anatipestifer ist mit dem Erreger von Atemwegserkrankung bei Hühnervögeln Ornithobacterium rhinotracheale sehr eng verwandt.